# Zendleser Kofel
Der Zendleser Kofel (italienisch Col di Poma) ist ein 2422 m hoher Berg in den Südtiroler Dolomiten.

## Lage und Umgebung
Der Zendleser Kofel befindet sich im innersten Villnößtal in Südtirol (Italien). Er ist jenem Kamm der Peitlerkofelgruppe westlich vorgelagert, der vom Hauptkamm der Gebirgsgruppe gegen Süden abzweigt – Villnößtal und Campilltal trennend – und einen Übergang zur Geislergruppe bildet. Er befindet sich auf dem Gebiet der Gemeinde Villnöß und ist im Naturpark Puez-Geisler unter Schutz gestellt.

## Topographie
Der Zendleser Kofel präsentiert sich gegen Westen nach Villnöß hin als spitzer, felsiger Gipfel. Auf seinen Süd- und Osthängen zeigt er sich jedoch überwiegend von Grasmatten geprägt, die zum Kreuzkofeljoch (2344 m) hin, dem lediglich wenige Hundert Meter südöstlich gelegenen Übergang vom Villnöß- ins Campilltal, nur in geringer Steigung abfallen.

## Alpinismus
Der Gipfel des Zendleser Kofels, auf dem sich ein hohes Wetterkreuz befindet, ist von der nahen, etwas südöstlich und unterhalb des Kreuzkofeljochs gelegenen Schlüterhütte in einer kurzen und leichten Wanderung erreichbar. Da er sich frei im Talschluss von Villnöß erhebt, bietet er eine umfassende Aussicht zu den Bergen der Peitlerkofelgruppe im Norden (Peitlerkofel, Aferer Geisler) sowie zu jenen der Geislergruppe (Sass Rigais, Furchetta) und der Puezgruppe (Piz Duleda, Puezspitzen) im Süden. Im Winter dient der Berg als häufig besuchtes Ziel für Skitouren und Schneeschuhwanderungen.

## Name
Der Zendleser Kofel verdankt seinen Namen einer Bergmahd des Hofes Zendels (heute Bühler in St. Magdalena in Villnöß). Zendels wiederum wird aus dem lateinischen cingulum mit der Bedeutung Gürtel abgeleitet, was möglicherweise auf eine gürtelförmige Umkränzung des Hofes durch Felsen oder Wiesen verweist.